# Miguel Asín Palacios
 Miguel Asín Palacios  (Zaragoza, 5 de julio de 1871-San Sebastián, 12 de agosto de 1944) fue un arabista español.

## Biografía
Cursó sus primeras letras y bachillerato en colegios de escolapios y jesuitas. Estudió la carrera eclesiástica y se doctoró en teología en el seminario de Zaragoza. En 1891 asistía por primera vez a las clases de Julián Ribera, iniciando así una larga amistad y colaboración científica.
En 1895 fue ordenado sacerdote, y pocos meses después se trasladó a Madrid para su doctorado, que tuvo lugar en 1896; por entonces conoció a Menéndez Pelayo y siete años más tarde, en 1903, ganó por oposición la cátedra de Lengua arábiga de la Universidad de Madrid, en la que sucedió a Francisco Codera Zaidín.
En 1905 asistió al Congreso Internacional de Orientalistas de Argel y en 1908 al de Copenhague. Entre 1906 y 1909 publicó en colaboración con Julián Ribera la revista Cultura Española, gozando ya por entonces de prestigio internacional que le abrió las puertas de los más prestigiosos centros científicos de España y del extranjero. Participó en la fundación del Centro de Estudios Históricos (1910). En 1912 ingresaba en la Real Academia de Ciencias Morales y Políticas, en 1919 en la de la Lengua y en 1924 en la de Historia.

Una de sus obras clave, La escatología musulmana en la Divina Comedia (Madrid, 1919), su discurso de ingreso en la Real Academia Española, defendía la hipótesis de que el escritor florentino se sirvió de los textos de Ibn al-Arabi para componer su conocida obra. Desde su posterior ingreso en la Academia de la Historia, profundizó en la figura del escritor Ibn Hazm, lo que culminó en el libro Abenhazan de Córdoba y su historia crítica de las ideas religiosas (Madrid, 1927-1932). Fue asimismo traductor, editor y estudioso del andalusí Avempace, filósofo del siglo XI originario de la Taifa de Zaragoza.

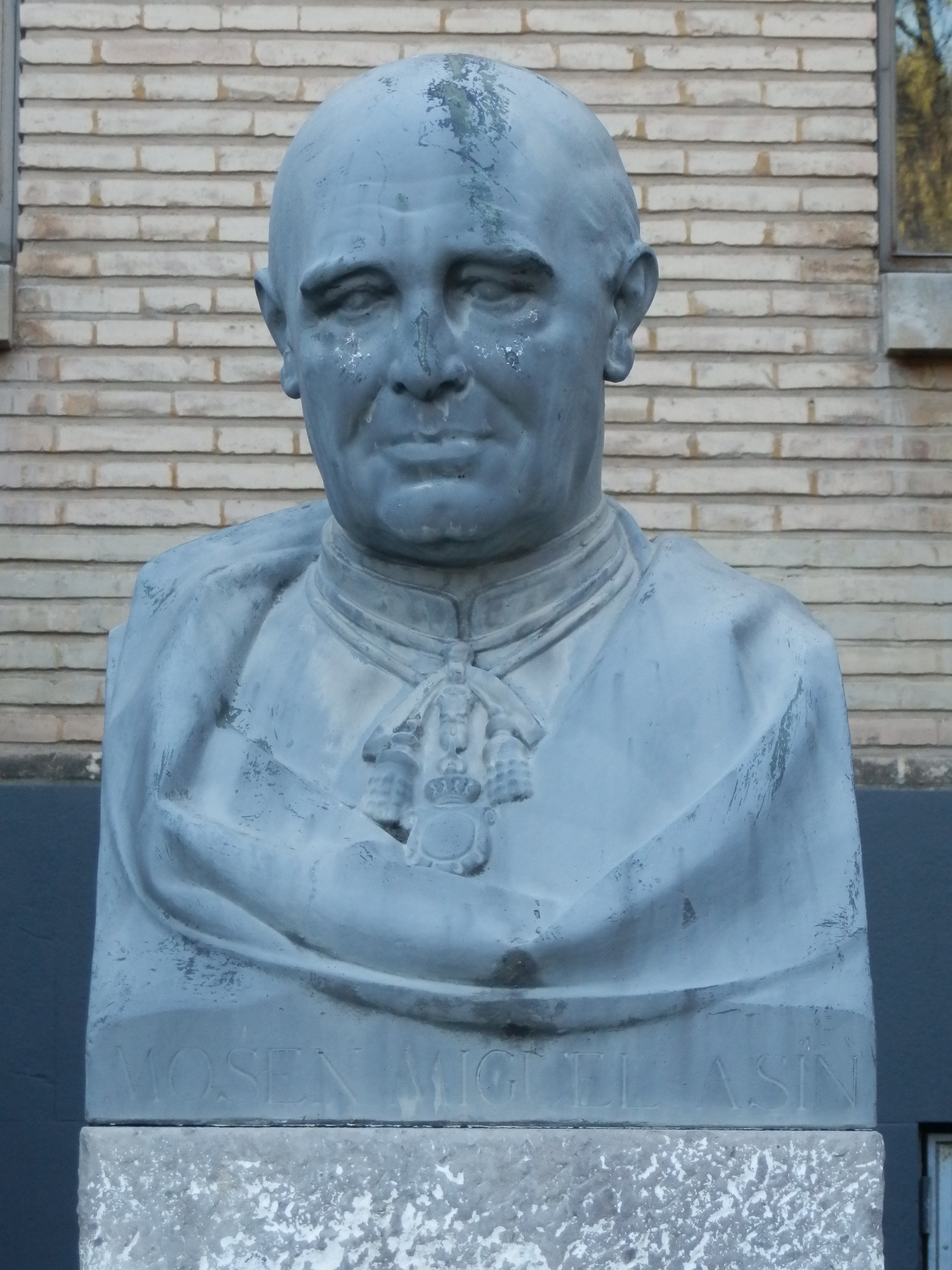
Busto de Miguel Asín en Zaragoza

En 1931 publicó El islam cristianizado, en donde estudió la relación entre el sufismo y el ascetismo cristiano hasta el siglo XVI. Propulsó los estudios arábigos desde su cátedra y desde la revista que fundó en 1933, Al-Andalus. Publicó, además, en la Revista de Aragón. En 1939 era nombrado vicepresidente del Consejo Superior de Investigaciones Científicas, órgano cuyo Instituto de Estudios Árabes lleva su nombre.

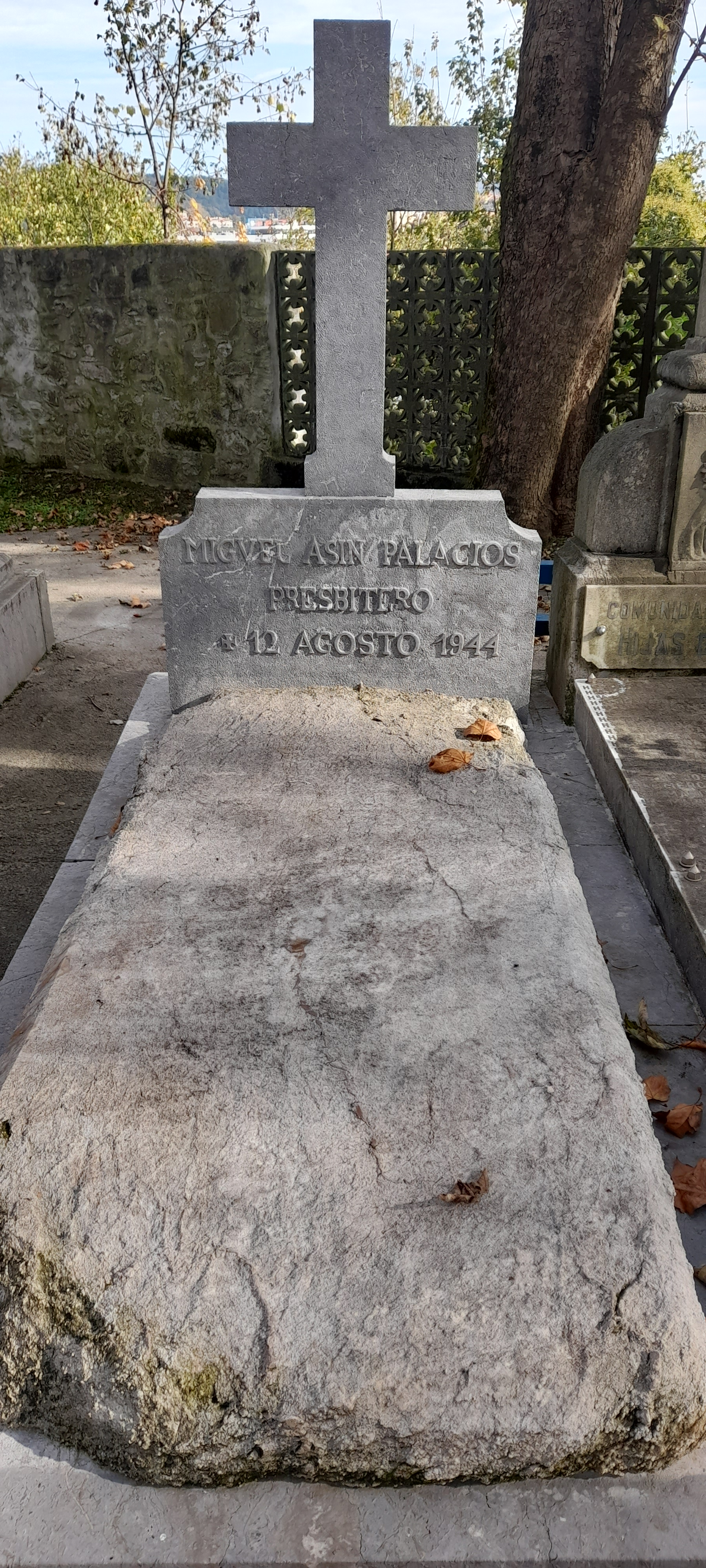
Tumba de Miguel Asín Palacios en el cementerio de Polloe

Fue también miembro de numerosas sociedades científicas extranjeras: de la Hispanic Society of America, de la Real Academia de Artes y Ciencias de los Países Bajos de Ámsterdam, de The Medieval Academy of America, del Comité International d'Histoire des Sciences, de la Royal Asiatic Society de Londres, de la Société Asiatique de París y de la Academia Árabe de Damasco. Fue sumiller de cortina de Alfonso XIII y miembro de la Junta Constructora de la Ciudad Universitaria de Madrid. A su muerte su archivo y biblioteca, que incorporaba los ricos legados de los archivos de Francisco Codera y de Julián Ribera, pasaron a engrosar los fondos de la Biblioteca de la UNED.

## Labor
Su obra de erudito se ha centrado en encontrar las relaciones mutuas que ligaron la cultura cristiana y la islámica y en exhumar textos apenas conocidos, sintiendo un especial interés en este sentido por la filosofía islámica. Su producción, fuera de los estudios estrictamente filológicos, se vertebró en cuatro direcciones:
- 1.ª) exhumación de textos hispano-árabes y confrontación de sus contenidos con la obra de los grandes pensadores islámicos orientales para constatar sus relaciones;
- 2.ª) influjo de la espiritualidad cristiana en el pensamiento sufi;
- 3.ª) aportación de la filosofía arábiga al renacimiento de la escolástica cristiana del siglo XIII.
- 4.ª) precedentes islámicos en el gran florecimiento místico hispano del siglo XVI.

Sus obras principales son Averroísmo teológico en Santo Tomás de Aquino (1904); La escatología musulmana en la Divina Comedia (1919), libro muy importante que descubre las fuentes sufíes utilizadas por Dante Alighieri; El Islam cristianizado (1931), donde desvela la ascendencia cristiana de la mística de Ibn al-Arabi, Abén Massara y Abentofail; La espiritualidad de Algazel y su sentido cristiano (1934), en que se demuestra la ascendencia cristiana de la teología de Al-Ghazali (Algacel o Algazel). Como lingüista y lexicógrafo, es muy importante su Glosario de voces romances registradas por un botánico hispano-musulmán (siglos XI-XII).

## Política
Procurador en Cortes designado por el jefe del Estado, Francisco Franco, durante la I Legislatura de las Cortes Españolas (1943-1946). Era procurador en las Cortes cuando falleció en agosto de 1944.

## Obras
Sus obras pasan a ser de dominio público en el año 2025, y se encuentran digitalizadas en la Biblioteca Nacional de España y para ser descargadas en su página web.
- Lecciones de historia de la filosofía adaptadas al programa de dicha asignatura. Zaragoza, 1899.
- Mohidin, escritor musulmán del siglo XII, natural de Murcia. Madrid: V. Suárez, 1899. 40 p.
- El filósofo zaragozano Avempace. Zaragoza: Comas Hnos., 1900-1901.
- Algazel: Dogmática, moral, ascética. Prólogo de Marcelino Menéndez Pelayo. Zaragoza: Comas Hnos., 1901.
- El filósofo autodidacto. Zaragoza: Comas Hnos., 1901.
- Description d'un manuscrit arabechrétien de la bibliothèque de M. Codera (le poete Isa EI-Hazar). París: [s.n.], 1906.
- La psicología según Mohidin Abenarabi. París: Ernest Leroux, 1906.
- La indiferencia religiosa en la España musulmana según Abenhazam, historiador de las religiones y de las sectas. Madrid: [s.n.], 1907, (Impr. Ibérica),
- La polémica anticristiana de Mohamed el Caisi. New York: Protat Freres, 1909.
- Un tratado morisco de polémica contra los judíos. París: A. Burdin, 1909. 24 p.
- Un faqih siciliano, contradictor de Al Gazzdli (Abu Abd Alldh de Mazara). Palermo: [s.n.], 1910, (Stabilimento Tipografico Virzi).
- Manuscritos árabes y aljamiados de la Biblioteca de la Junta. Noticia y extractos por los alumnos de la Sección Árabe bajo la dirección de J. Ribera y Asín. Madrid: [s.n.], 1912 (Impr. Ibérica).
- Noticia de los manuscritos árabes del Sacro-Monte de Granada. Granada: [s.n.], 1912 (Impr. El Defensor de Granada).
- Abenmasarra y su escuela: Orígenes de la filosofía hispano-musulmana. Discurso leído en el acto de su recepción en la Real Academia de Ciencias Morales y Políticas por don Miguel Asín *Palacios y contestación del Excmo. Señor don Eduardo Sanz y Escartín el 29 de marzo de 1914. Madrid: [s.n.], 1914, (Impr. Ibérica).
- El original árabe de La disputa del asno contra Fr. Anselmo Turmeda. Madrid: Suc. Hernando, 1914.
- L'enseignement de l'arabe en Espagne. Alger: Adolphe Jourdan, 1914.
- Introducción al Arte de la Lógica por Abentomlús de Alcira. Madrid: [s.n.], 1916 (Impr. Ibérica).
- Logia et agrapha Domini Iesu apud moslemicos scriptores, asceticos praesertim, usitate, Collegit vertit, notas intruxit. Paris: Diderot, 1916.
- Los caracteres y la conducta: Tratado de moral práctica por Abenhazám de Córdoba. Madrid : Centro de Estudios Históricos, 1916.
- La escatología musulmana en «La Divina Comedia»: Discurso leído en el acto de recepción de la Real Academia Española y contestación de don Julián Ribera Tarragó el 26 de enero de 1919. Madrid: [s.n.], 1919, (Impr. Maestre).
- Une introduction musulmane à la vie spirituelle. Toulouse: [s.n.], 1923. 41 p.
- El cordobés Abenhazam, primer historiador de las ideas religiosas: Discurso leído ante la Real Academia de la Historia en la recepción pública del señor D. Miguel Asín Palacios el 18 de mayo de 1924 con el discurso de contestación de don Julián Ribera Tarragó. Madrid: [s.n.], 1924 (Impr. Mestre)
- El origen árabe de la novela aljamiada «El baño de Zarieb». Madrid: Centro de Estudios Históricos, 1924.
- La escatología musulmana en «La Divina Comedia»: Discurso leído en el acto de recepción de la Real Academia Española y contestación de don Julián Ribera Tarragó el 26 de enero de 1919. Madrid: Rev. Archivos, 1924.
- L'influence musulmane dans la Divine Comédie. Histoire et critique d'une polémique. Nogent Le Retrou: [s.n.], 1924.
- «Un compendio musulmán de pedagogía: El libro de la introducción a las ciencias de Algacel». Universidad, 1924, 1, p. 3-19.
- El místico murciano Abenarabi. (Monografías y documentos). l. Autobiografía cronológica. Madrid: [s.n.], 1925 (Tip. de la Revista de Archivos).
- Islam and the Divine Comedy. London: H. Watson, 1926.
- Abenházam de Córdoba y su historia crítica de las ideas religiosas. Madrid: Real Academia de la Historia, 1927-1932. 5 v.
- Dante y el islam. Madrid: Edit. Voluntad, 1927.
- Introducción a Disertaciones y Opúsculos de Julián Ribera y Tarragó. Madrid: E. Mestre, 1928. Vol. I, p. XV + CXVI.
- El justo medio de la creencia. Compendio de Teología dogmática de Algazel. Traducción española. Madrid: Mestre, 1929.
- El libro de los animales de Chaid. Madrid: Saez Hnos., 1930.
- «La théologie dogmatique d'Abenhazam de Cordoue». Revue des Sciences philosophiques et théologiques, 1930, janvier, p. 51-62.
- «Un aspecto inexplorado de los orígenes de la Teología escolástica». París, Vrin, Ulle: S.I.L.I.C., 1930. 11 p. Separata de Melanges Mandonnet, 1930, 2, p. 655-661.
- De la Mystique d'Abenarabi. Les états, les demeures et les charismes. Toulouse: [s.n.], 1931.
- El islam cristianizado. Estudio del «sufismo» a través de la obra de Abenarabi de Murcia. Madrid: Plutarco, 1931.
- El místico Abulabas Benalarif de Almería y su «Mahasin Al Machalis». Madrid: Saez Hnos., 1931.
- Muhammad ibn Al Arabi. Vidas de Santones andaluces. La «Epístola de la Santidad» de Ibn Arabi de Murcia. Madrid: Mestre, 1933.
- Un precursor hispanomusulmán de San Juan de la Cruz. Al-Andalus, 1933, 1, p. 7-79.
- La espiritualidad de Algazel y su sentido cristiano. Madrid: Impr. Mestre, 1934-1941. 4 v.
- «Un códice inexplorado del cordobés Ibn Hazm». Al-Andalus, 1934, 1, p. 1-56.
- Contribución a la toponimia árabe de España. Madrid: C.S.I.C., 1940.
- Huellas del Islam. Santo Tomás de Aquino, Turmeda, Pascal, San Juan de la Cruz. Madrid: Espasa Calpe, 1941.
- La escatología musulmana en «La Divina Comedia»: Discurso leído en el acto de recepción de la Real Academia Española y contestación de don Julián Ribera Tarragó el 26 de enero de 1919. 3.ª ed. Madrid: C.S.I.C., 1943. 616 p. Seguida de la «Historia y Crítica de una polémica».
- «La "Carta de Adiós" de Avempace». Al-Andalus, 1943, 8, p. 1-87.
- Contribución a la toponimia árabe de España. 2.ª ed. [S.l.: s.n.], 1944.
- Obras escogidas. Madrid: Editorial C.S.I.C., 1946-1948, 3 v.
- Crestomatía de árabe literal con glosario y elementos de gramática. Madrid: [s.n.], 1939 ([Lit. Fernández]).